# Euryopis levii
Euryopis levii là một loài nhện trong họ Theridiidae.
Loài này thuộc chi Euryopis. Euryopis levii được miêu tả năm 1987 bởi Heimer.